# Headhunted to Another World
Salaryman ga Isekai ni Ittara Shitennou ni Natta Hanashi (яп. サラリーマンが異世界に行ったら四天王になった話; англ. Headhunted to Another World: From Salaryman to Big Four!) — серія манґи, від автора Benigashira з ілюстраціями від Muramitsu, яка публікується з 2019 року на веб-сайті Overlap Comic Gardo. Аніме адаптація від Geek Toys відбулася у січні 2025 року.

## Сюжет
Життя звичайного японського офісного працівника Денуске Ючимури кардинально змінюється, коли його після несподіваної смерті призивають у інший світ, де йому пропонують стати одним із генералів на службі у Короля Демонів. Не маючи ні бойових навичок, ні магії, він покладається на свій інтелект та досвід минулого життя, щоб вижити у новому світі, та стає ключовою фігурою в армії Короля Демонів.

## Манґа
Манґа, яку написав Benigashira та проілюстровав Muramitsu, публікується з грудня 2019 року на веб-сайті Overlap Comic Gardo. Станом на грудень 2024 року її окремі розділи було зібрано в десять томів танкобон.

## Аніме
Аніме адаптація манґи від Geek Toys відбулася у січні 2025 року на Tokyo MX i BS11. Трансляція аніме відбувається на Crunchyroll. Medialink ліцензував серіал у Південній та Південно-Східній Азії, а також в Океанії (крім Австралії та Нової Зеландії) для трансляції на YouTube-каналі Ani-One Asia.